# Ботайская культура

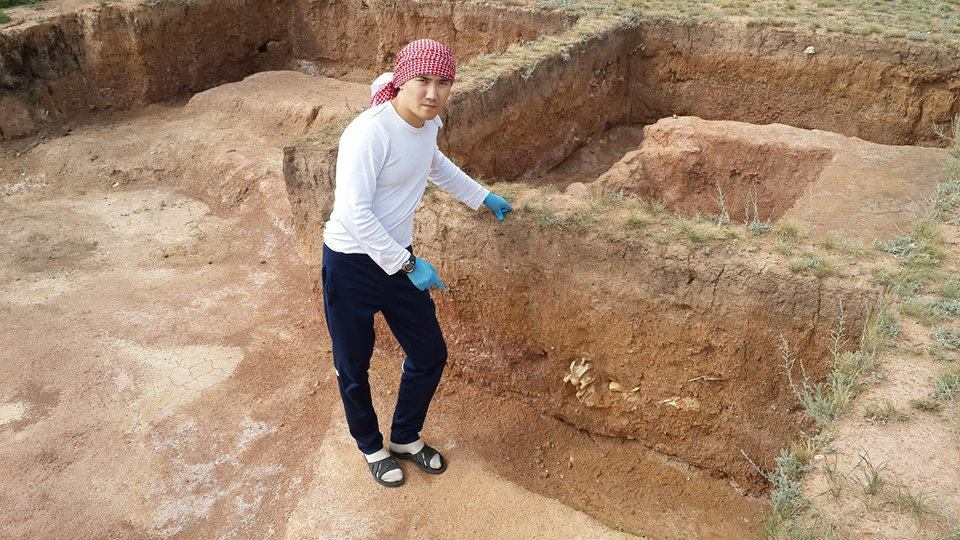
Экспедиция. На раскопках в историческом поселении Ботай

Бота́йская культура — археологическая культура энеолита, существовавшая в 3700—3100 годах до н. э. на севере Казахстана (Акмолинская область). Названа по селу Ботай. Открыто около 20 поселений вдоль степных рек Иманбурлык, Терсаккан, Тобол, Тургай, Убаган, Чаглинка. В 1980 году у села Никольское (Айыртауский район Северо-Казахстанской области) на берегу реки Иманбурлук археологическая группа Виктора Зайберта нашла Ботайское поселение.
С ботайской культурой связывают начало одомашнивания лошадей примерно 5,5 тыс. лет назад.

## Материальная культура
Основными материалами были камень, кость и глина. Основные занятия — коневодство, охота и рыболовство.
Проведённые археологические исследования показали, что занимающиеся коневодством ботайцы умели делать кумыс из кобыльего молока и являлись пионерами применения сбруи 6700—6000 лет назад.
Для ботайской культуры была характерна развитая индустрия каменных орудий. Среди них выделяются кремнёвые ножи и копья, разнообразные наконечники стрел. Костерезное ремесло также было весьма популярным. Особую группу в числе найденных артефактов составляли фаланги лошади с гравировкой в виде насечек и геометрических фигур. В. Ф. Зайберт отмечает, что часть находок очень близка заманбабинскому типу, известному в Средней и Передней Азии. Примечательной является уникальная бусина длиной 3,5 см и диаметром 4 мм, в крохотном отверстии посередине которой после изучения под микроскопом обнаружилась ниша в виде пещерки.
Происходит от суртандинской культуры Южного Зауралья. В последующие эпохи среднего и позднего бронзовых веков Урало-Казахстанского региона никаких явных следов преемственности от ботайской культуры не наблюдается. Кризис культуры в конце 3 тысячелетия связывают со сложной для евразийских степей климатической фазой и усилением сухого климата.

### Одомашнивание лошади
С ботайской культурой связывали начало одомашнивания лошадей примерно 5,5 тыс. лет назад. П. А. Косинцев в 2008 году отнёс к диким особям остатки терсекских и ботайских лошадей. По данным палеогенетиков лошади Пржевальского являются одичавшими потомками ботайских лошадей, а современные породы домашних лошадей имеют лишь 2,7 % примеси от лошадей из Ботая. Таким образом, современные лошади были одомашнены в других центрах. При этом ботайцы, владея навыками приручения лошадей, не вели направленную селекцию, позволяя скрещиваться с дикими сородичами. Современные одомашненные породы не происходят от ботайской линии лошадей.
Финский лингвист А. Парпола считает, что название лошади в праугорском языке могло быть заимствовано из неизвестного субстратного языка, резко отличавшегося от других языков Евразии, носителей которого он отождествляет с ботайцами. В то же время, по мнению В. В. Напольских, это слово происходит от пратохарского *l(ə)wa («добыча; скот»).
Вместе с тем некоторые учёные высказывают сомнения в концепции Зайберта, базирующейся на неоднозначно трактуемых находках — в частности указывается, что у двух найденных предметов в виде костяных стержней с утолщениями посередине, трактующихся как псалии, отсутствуют просверленные отверстия, необходимые, чтобы пропустить ременные натяжители. Также упоминается отсутствие надёжных свидетельств стойлового содержания лошадей. Повреждения, наблюдаемые в зубах ботайских лошадей скорее всего вызваны естественными нарушениями развития зубов и износом, а не контактом с оборудованием для уздечки.

## Палеогенетика
У ботайцев были определены митохондриальные гаплогруппы K1b2, Z1a (у образца BOT2016 или BKZ001, 4660 ± 25 BP). У образца Bot14 (TU45) определена Y-хромосомная гаплогруппа R1b1a1-M478>R1b-L1432* (потомок R1b-P297, но не из R1b-M269, а из R1b1a1a1-Y13200/M73, на филогенетическом дереве образец BOT14 спарен с телеутом с Алтая), у образца BOT15 определена Y-хромосомная гаплогруппа N-M231 (N2a-P189.2*) и митохондриальная гаплогруппа R1b1. Генетически ботайцы не были напрямую связаны с населением ямной культуры. Y-хромосомная гаплогруппа образца Botai TU45 (Bot14) не попадает ни в преобладающую европейскую ветвь R1b1a1a2a1-L51, ни в ветвь R1b1a1a2a2-GG400/Y4371/Z2103, обнаруженную в ямной культуре, а относится к субкладу R1b1a1a1-Y13200/M73. У ботайского человека (GlenoidFossa и 1 зуб) из Северо-Казахстанского регионального музейного объединения в городе Петропавловск кроме митохондриальной гаплогруппы K1b2 Лабораторией популяционной генетики Института общей генетики и цитологии в Алматы (Казахстан) с 97,1 % вероятностью определена Y-хромосомная гаплогруппа О2.
Генотип ботайцев, как и окуневцев, наполовину происходил от древних северных евразийцев (ANE), представленных человеком с иркутской верхнепалеолитической стоянки Мальта́ с базальной Y-хромосомной гаплогруппой R*, наполовину — от «древнего восточноазиатского компонента» (AEA), представленного обитателями иркутской ранненеолитической стоянки Шаманка II. Тюменская охотница-собирательница I5766 (4230—3984 лет до н. э., Сосновый остров на озере Среднее Тарманское, Нижнетавдинский район, мтДНК: U5a2b1) заявлена как родственник 3-й степени родства для BOT15 (3345—3025 лет до н. э.).

## Антропологический тип
В распоряжении антропологов пока что имеется лишь 5 черепов носителей культуры. Они характеризуются архаичным массивным обликом с уплощённой лицевой частью, что сближает их с древнеуральской расой и отделяет от европеоидных афанасьевцев и ямников. Для одного из черепов характерен прогнатизм в сочетании с широким носом, на основании чего выдвигалась гипотеза о его принадлежности к варианту экваториальной расы, позже оспоренная учёными. На одном из черепов зафиксировано два отверстия от трепанации в теменной области.